# 女は世界の奴隷か!
「女は世界の奴隷か!」（おんなはせかいのどれいか、英語: Woman Is the Nigger of the World）は、1972年にシングルカットされたジョン・レノンの楽曲。女性解放やフェミニズムについて歌ったプロテスト・ソングで、アルバム『サムタイム・イン・ニューヨーク・シティ』（1972年）に収録されている。

## 解説
本曲はオノ・ヨーコと出会って女性の権利について考えてきたレノンが、その意思を明確に表したもので、彼は「世界で初めて女性運動について唄った歌」と呼んでいた。
以前のレノンの潜在的な意識の中には男性優位の考えがあり、彼は権利を主張するヨーコに出会って自分の先入観に気づいた。本曲には以前の自分の偏狭な考えについて女性に謝罪する気持ちが込められている。彼の新しい考え方は、後の主夫生活に結び付いていった。
アメリカのラジオ局は、黒人差別と女性差別を関連づけたことと差別用語を含んでいることから放送を拒否した。
1972年5月、二人はアメリカABCテレビの「ディック・カーベット・ショー」に出演し、エレファンツ・メモリーをバックに本曲を披露したした。